# 丹比村 (鳥取県)
丹比村（たんぴそん）は、かつて鳥取県八頭郡にあった村。

## 歴史
- 1905年（明治38年）3月15日 - 登米村、逢郷村が合併して丹比村が発足。
- 1930年（昭和5年）12月1日 - 丹比駅が開業する。
- 1959年（昭和34年）5月15日 - 八頭村と合併し、八東町が発足。同日丹比村廃止。

## 地域

### 教育
- 丹比村立丹比小学校

### 交通
- 丹比駅